# La Paloma (Rocha)
La Paloma ist eine Stadt im Südosten Uruguays.

## Geographie
Sie befindet sich auf dem Gebiet des Departamento Rocha in dessen Sektor 10 südöstlich der Departamento-Hauptstadt Rocha an der Atlantikküste beim Kap Santa María (Cabo Santa María). Der Küste vorgelagert finden sich die auch Isla Espinosa genannte, mit dem Kap durch eine Sandbank verbundene und von Felsen umgebene Isla La Tuna und die Isla Paloma, die wiederum über eine rund 150 Meter lange Untiefe an die Isla La Tuna heranreicht. Im Norden grenzt am dortigen Küstenabschnitt La Aguada y Costa Azul an La Paloma, wenige Kilometer westlich erstreckt sich die Laguna de Rocha. Bis zur Landeshauptstadt Montevideo sind es 238 km.

## Geschichte
Am 8. November 1939 wurde La Paloma durch das Gesetz Nr. 9.888 in die Kategorie „Pueblo“ eingestuft.

## Infrastruktur
La Paloma liegt an der Ruta 10 und ist der südliche Endpunkt der Ruta 15. Die Stadt verfügt über einen Yachthafen.

## Einwohner
Bei der Volkszählung im Jahr 2011 hatte La Paloma 3.495 Einwohner, davon waren 1.722 männlich und 1.773 weiblich.
| Jahr | Einwohner |
| ---- | --------- |
| 1963 | 809       |
| 1975 | 1.389     |
| 1985 | 2.235     |
| 1996 | 3.084     |
| 2004 | 3.202     |
| 2011 | 3.495     |

Quelle: Instituto Nacional de Estadística de Uruguay

## Stadtverwaltung
Bürgermeister (Alcalde) von La Paloma ist seit 2015 Jose Luis Olivera Vigliola. Vorgänger war Alcides Perdomo.